# Ózer Ágnes
Ózer Ágnes (született Bori Ágnes) Csóka, 1955. március 19. –) Szenteleky-díjas muzeológus, történész.

## Életpályája
Bori Imre, Széchenyi-díjas író, irodalomtörténész és Bubelényi Mária leánya. 1955. március 19-én született Csókán. Tanulmányait Újvidéken folytatta. Az általános iskolát 1963–1971, a gimnáziumot 1971-1974 között. Felsőfokú tanulmányait az Újvidéki Egyetem Bölcsészettudományi Karán, történelem szakon (1974-1979) végezete. 1979-ben szerzett oklevelet. Posztgraduális képzését a belgrádi Bölcsészkaron fejezte, Radovan Samardžić akadémikusnál. Doktori értekezését (Srbi i Srbija u madjarskoj istoriografiji 1790-1918) az Újvidéki Bölcsészkar Történelem Tanszékén védte meg 2007-ben.
1979 óta az Újvidéki Városi Múzeum történésze, ahol 2002-től múzeumi tanácsos, Újvidék gazdaságtörténetével és város fejlődésével foglalkozik.
Tudományos érdeklődésének középpontjában a történetírás története, a szerb és a magyar történetírás egymásról alkotott képe áll.
A Magyar Tudományos Akadémia Köztestületének tagja, emellett Újvidék Enciklopédiájának, a Vajdasági Enciklopédia, a Híd, a Létünk és a budapesti Urbs című folyóiratok szerkesztőbizottságának és Vajdasági Magyar Művelődési Intézet Igazgató Bizottságának tagja. 17 hazai és külföldi múzeumi kiállítás szerzője és társszerzője, 3 könyvet jelentetett meg és több hosszabb és rövidebb tanulmányt írt. 2002-óta az MNT tagja, ahol a Kulturális Bizottságban tevékenykedett.
Társadalmi tevékenységei
- A Szülői Fórum elnökhelyettese (2001-)
- A Magyar Nemzeti Tanács tagja (2002-)

## Főbb munkái
Benjamin Kalaj istoričar jugoslovenskih naroda (magiszteri) Doseljavanje Srba i njihova istorija kao tema mađ. istoriografije. A szerb tört. tud. szemléletváltása és a magyarokról alkotott képe a 20. sz. végén (Bp.), Historical conditions of urban development of Novi Sad. Mintegy 10 kiállítás Újvidék történetéből.

## Magánélete
Férje Ózer György, jogász. Gyermekeik: Katalin (1981), László Gergely (1988). Húga, Mária 1960-ban született.

## Elismerések, díjak
- Szenteleky Kornél Irodalmi Díj (2009)